# Schönbichl (Gemeinde Groß Gerungs)
Schönbichl ist eine Ortschaft und eine Katastralgemeinde der Stadtgemeinde Groß Gerungs im Bezirk Zwettl in Niederösterreich.

## Geschichte
Laut Adressbuch von Österreich waren im Jahr 1938 in Schönbichl ein Schmied, eine Schneiderin, zwei Viehhändler und mehrere Landwirte ansässig.

## Siedlungsentwicklung
Zum Jahreswechsel 1979/1980 befanden sich in der Katastralgemeinde Schönbichl insgesamt 50 Bauflächen mit 16.030 m² und 15 Gärten auf 966 m², 1989/1990 gab es 50 Bauflächen. 1999/2000 war die Zahl der Bauflächen auf 109 angewachsen und 2009/2010 bestanden 70 Gebäude auf 108 Bauflächen.

## Bodennutzung
Die Katastralgemeinde ist landwirtschaftlich geprägt. 231 Hektar wurden zum Jahreswechsel 1979/1980 landwirtschaftlich genutzt und 288 Hektar waren forstwirtschaftlich geführte Waldflächen. 1999/2000 wurde auf 215 Hektar Landwirtschaft betrieben und 304 Hektar waren als forstwirtschaftlich genutzte Flächen ausgewiesen. Ende 2018 waren 206 Hektar als landwirtschaftliche Flächen genutzt und Forstwirtschaft wurde auf 305 Hektar betrieben. Die durchschnittliche Bodenklimazahl von Schönbichl beträgt 14,7 (Stand 2010).